# Dewey Medal
La Dewey Medal, connu aussi sous le nom de Battle of Manila Bay Medal (en français : Médaille Dewey ou Médaille de la bataille de la baie de Manille) est une médaille de la marine américaine (US Navy) qui a été créée par le Congrès des États-Unis le 3 juin 1898. La médaille reconnaît le leadership de l'amiral de la marine (Admiral of the Navy) George Dewey, pendant la guerre hispano-américaine, et des marins et Marines sous son commandement.

## Critères
La Dewey Medal a été créée pour reconnaître les forces de la marine et du corps des Marines des États-Unis qui ont participé à la bataille de la baie de Manille aux Philippines. Pour recevoir la Dewey Medal, un militaire doit avoir servi sur l'un des navires de guerre suivants le 1er mai 1898. Il y avait 1 848 hommes de la Marine et du Corps des Marines éligibles pour la médaille :
- USS Baltimore
- USS Boston
- USS Concord
- USRC McCulloch
- USS Olympia
- USS Petrel
- USS Raleigh

Les charbonniers USS Nanshan et USS Zafiro faisaient partie de l'escadrille de Dewey et ont soutenu l'opération de la baie de Manille, mais ne figurent pas dans les règlements de la Marine comme ayant leurs membres d'équipage éligibles pour la Dewey Medal. Cela est probablement dû au fait que 1. les navires n'étaient pas activement engagés dans la bataille et 2. ils étaient, à l'époque, des navires à équipage civil achetés pour soutenir la Marine. Le Nanshan était commandé par le Lieutenant Benjamin W. Hodges, de l'US Navy, mais techniquement, il restait un navire marchand et pouvait se réapprovisionner dans des ports neutres, ce qui simplifiait la logistique de l'escadron. Le Zafiro était commandé par l'enseigne Henry A. Pearson,, de l'US Navy également et, comme le Nanshan, était techniquement un navire marchand au moment de la bataille. Les deux navires ont ensuite été mis en service dans la marine.
La Dewey Medal était une décoration unique et aucun dispositif ou étoile de campagne n'était autorisé sur la médaille. La médaille consiste en un médaillon circulaire, sur lequel repose une image de l'amiral George Dewey, suspendue à un ruban bleu et jaune. L'amiral Dewey a reçu la médaille, bien que, par modestie, il l'ait toujours portée avec le revers de la médaille affiché, qui représentait un marin assis sur un fusil. Dewey a eu la rare distinction d'être l'un des quatre Américains autorisés à porter une médaille à son effigie. Les autres étaient le contre-amiral William T. Sampson (Sampson Medal - médaille Sampson), le contre-amiral Richard E. Byrd (1ère et 2ème Byrd Antarctic Expedition Medals - médailles de l'expédition Byrd en Antarctique) et le général des armées John J. Pershing (Army of Occupation of Germany Medal - médaille d'occupation de l'Allemagne de l'armée).
La médaille était reconnue comme étant décernée pour un service militaire actif ; cependant, comme elle reconnaissait une seule bataille dans une seule campagne, la Dewey Medal était une médaille commémorative. Lorsqu'elle était portée sur un uniforme militaire, la Dewey Medal était considérée comme supérieure à la Sampson Medal, bien qu'aucune personne n'ait reçu les deux médailles.
La Dewey Medal est l'une des rares récompenses militaires américaines à avoir moins de récipiendaires que la Medal of Honor, qui compte un peu plus de 3 500 récipiendaires en 2021. Seules 1 825 médailles ont été frappées dans le cadre de la commande originale de la Marine à Tiffany and Company, chacune étant gravée sur la tranche au nom du récipiendaire et à son taux (enrôlé) ou à son grade (officier), et le nom de son navire étant gravé au dos.

## Création
Cette médaille a été conçue par le célèbre artiste Daniel Chester French, qui a sculpté la statue de Lincoln assis dans le Lincoln Memorial de Washington et la statue du Minuteman à Concord, Massachusetts. La médaille a été frappée par Tiffany & Co.. Le recto, ou l'avers, représente un buste du Commodore George Dewey. Au dos, ou revers, figure le nom du navire sur lequel le récipiendaire a servi. Le nom du récipiendaire est gravé sur le bord inférieur de la médaille, celle-ci étant l'une des deux seules médailles de service émises portant officiellement le nom du récipiendaire.

## Source
- (en) Cet article est partiellement ou en totalité issu de l’article de Wikipédia en anglais intitulé « Dewey Medal » (voir la liste des auteurs).